# Nambé
Nambé là một hợp kim có thành phần chủ yếu là nhôm. Nó đã được tạo ra tại Phòng thí nghiệm Quốc gia Los Alamos năm 1940 và là độc quyền được sản xuất bởi Nambé Mills, Inc, được thành lập năm 1951 gần Nambé Pueblo, gần Santa Fe, New Mexico, Mỹ. Nambe có ánh kim của bạc và sự vững chắc của sắt. Nambé có khả năng dẫn nhiệt thấp hơn bạc, không chứa bạc, chì hay thiếc và không bị xỉn màu. Tuy nhiên, nó có thể bị xỉn màu hay bị rỗ đối với axít thực phẩm. Nó được khuyến cáo không nên sử dụng để lưu trữ bất kỳ thực phẩm trong thùng, hộp làm từ kim loại Nambé lâu hơn một vài giờ do những mối quan tâm này. Bởi vì Nambé là một hợp kim thương hiệu.
Các hợp kim Nambé thường được chế tạo và đánh bóng để tạo ra các sản phẩm nhôm như đồ dùng nấu ăn, bát, dĩa, khay, đĩa,...